# Maître Francke
Maître Francke (appelé également Francke, ou frère Francke) est un moine dominicain et peintre de retables, représentatif du style gothique international du début du XVe siècle en Allemagne. Il est né vers 1380 dans la région de la Rhénanie inférieure ou dans l'actuelle province néerlandaise de la Gueldre, à Zutphen, et est mort vers 1440, vraisemblablement à Hambourg, où son activité est documentée à la fin de sa carrière.

## Vie et œuvre
La vie de Maître Francke est difficile à établir avec précision, dans la mesure où seuls quatre documents écrits — dont deux faisant état de commandes à un peintre —, et quatre œuvres aujourd'hui formellement considérées comme d'une même main sont parvenus jusqu'à nous.
Un registre de 1541 mentionne un contrat de 1424, payé « cent marks de Lübeck », entre « mester Francken » (« maître Francke »), et la confrérie des marchands commerçant avec l'Angleterre (« Englandfahrer ») de Hambourg, pour un retable destiné à orner une chapelle de l'Église Saint-Jean de la ville. Ce retable des Englandsfahrer a été identifié en 1899 comme celui représentant une Crucifixion accompagnée d'épisodes de la vie de Thomas de Canterbury, le saint patron protecteur de la corporation anglaise, dont quatre panneaux latéraux et un fragment du panneau central sont actuellement conservés à la Kunsthalle de Hambourg. Il intègre vraisemblablement en 1436 la chapelle sud de l'Église Saint-Jean, puisque c'est seulement le 28 septembre 1436 que celle-ci, qui appartenait auparavant à la confrérie des Flandernfahrer, entre en la possession des Englandsfahrer.
Le reste est soumis à conjectures. Des critères stylistiques supposent, de la part de maître Francke, une connaissance précise de l'art franco-bourguignon de l'époque, peut-être des manuscrits enluminés du maître de Boucicaut. On a donc avancé, sans que cela fasse pour autant réellement consensus, la possibilité d'une formation aux arts libéraux dans un scriptorium parisien. Le titre de « mester Francken » a même fait supposer des études de théologie à Paris : il est cependant beaucoup plus probable qu'il renvoie, non à un grade universitaire, mais à la condition de « magister artium », de « maître peintre ».
Le rapprochement de son nom avec un certain « fratre Francone Zutphanico » (« frère Francke de Zutphen »), sans être non plus totalement sûr, permettrait en outre de déduire, non seulement sa ville d'origine, la cité néerlandaise de Zutphen, mais aussi son état de moine dominicain. Tout comme son contemporain Fra Angelico, il aurait appartenu à l'Ordo fratrum predicatorum, ou « Ordre des Prêcheurs », qui donnait volontiers à ses membres les plus talentueux la possibilité de suivre une formation artistique, en les dispensant des autres tâches inhérentes à la condition monacale.
Maître Francke serait donc arrivé vers 1420 au monastère dominicain de Saint-Jean à Hambourg, pour y rester une vingtaine d'années. Au retable des Englandsfahrer est également associé L'Homme de douleurs de la Kunsthalle de Hambourg, souvent considéré comme une œuvre tardive du peintre, et qui a longtemps orné un pilier de l'Église Saint-Jean. La vie dans une ville qui, à cette époque, appartenait à une province culturellement éloignée des grands centres tels que Cologne ou Bruxelles est d'abord la conséquence de son appartenance à un ordre monastique. Cependant, Helmut R. Leppien pense également pouvoir déduire de l'évolution de Francke un certain désintérêt à l'égard des modes de l'époque. L'art de Francke n'a en effet, à Hambourg spécifiquement, aucun précurseur direct. Maître Bertram était déjà mort vers 1415 et l'activité artistique de Maître Francke n'a connu aucun continuateur dans la cité hanséatique, bien que le monastère dominicain se trouvât au centre du réseau complexe des interactions sociales de la ville — ce qui peut expliquer la présence, au sein même de l'Église Saint-Jean, de chapelles dédiées à des confréries marchandes telles que celles des Englandfahrer et des Flandernfahrer.
Deux autres tableaux, un Saint Jean Baptiste et une Vierge Marie, peints par un frère « Frantz von Sudfeld » pour la ville de Münster vers 1415 sont également mentionnés. Dans la mesure où le comte Otto von Hoya, évêque de Münster, entretenait des liens particulièrement étroits avec les Dominicains de Zutphen, on en a déduit que « Franz von Sudfeld », « fratre Francone Zutphanico » et « mester Francke » étaient une seule et même personne.
En 1436, la « confrérie des Têtes noires », une corporation allemande de marchands installe, dans l'église dominicaine Sainte-Catherine à Reval — actuellement Tallinn en Estonie —, un retable de la Trinité pour la commande duquel le menuisier et sculpteur Hans Kinkelow avait été commissionné en 1429 auprès des Dominicains de Hambourg. La commande avait été exécutée par un « swarten monich », un « moine noir », selon une expression désignant un Dominicain. Helmut R. Leppien avance l'idée que ce « moine noir » n'est autre que Maître Francke — les monastères de Reval, Hambourg et Zutphen appartenant tous au même ordre provincial de Saxonia. Environ cent ans plus tard, vers 1524-1525, le retable sera détruit par la vague iconoclaste de la Réforme. De même, le Saint Jean Baptiste et la Vierge Marie de Münster subiront les foudres des anabaptistes en 1534-35. Ces destructions rendent donc les rapprochements avec les autres œuvres de maître Francke impossibles à confirmer.
Deux autres œuvres lui sont néanmoins attribuées selon un consensus général, d'après des similitudes purement stylistiques. Il s'agit tout d'abord d'un second Homme de douleurs, conservée au Museum der bildenden Künste de Leipzig, dont la manière a été rapprochée de celle des panneaux de Hambourg avant même l'identification du peintre, en 1862. L'autre œuvre de maître Francke, visible jusqu'en 1884 dans l'église de Kalanti, et actuellement dans les collections du Musée national de Finlande d'Helsinki, est un ensemble de huit panneaux peints sur les volets doubles du Retable de sainte Barbe, et qui encadrent un intérieur sculpté, réalisé peut-être d'après ses dessins.

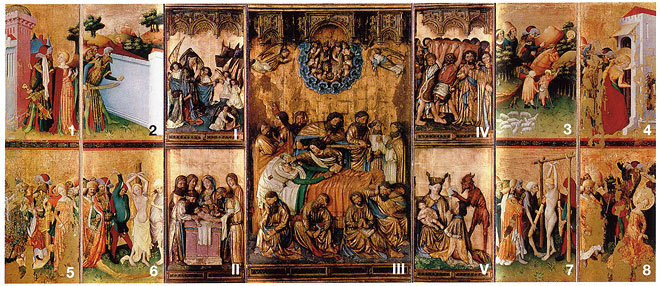
Retable de sainte Barbe,, Musée national de Finlande, Helsinki

## Caractéristiques stylistiques
Francke est un des meilleurs représentants du « style doux », ou « weicher Stil », variante allemande du style gothique international, pour laquelle les artistes délaissent les précédentes formes rigides du gothique au profit de lignes plus gracieuses et d'expressions plus douces. Chez Francke, cette grâce forme souvent un contraste saisissant avec une représentation brutale de la violence. Il porte une réelle attention aux attitudes, gestes et visages de ses personnages, particulièrement expressifs. Si son œuvre présente une approche encore maladroite de la représentation de la profondeur spatiale, elle se démarque avant tout par l'utilisation de couleurs puissantes et de tons éclatants.

## Redécouverte
La redécouverte de l'œuvre de Maître Francke débute réellement quand le conservateur du Kunsthalle de Hambourg, Alfred Lichtwark, remarque en 1890, sur un mur de l'église Saint-Pierre de Hambourg, un Christ homme de douleurs d'un peintre alors totalement inconnu. Le panneau est alors rapproché par Friedrich Schlie, conservateur du musée grand-ducal de Schwerin, des neuf scènes du retable des Englandsfahrer que son musée possédait alors, ainsi que de l'Homme de douleurs du musée de Leipzig, dans une étude de 1897 qu'il consacre à celui qu'il nomme alors le « maître hambourgeois de 1435 ».
Alors que le retable des Englandsfahrer est acquis en 1898 par le musée de Hambourg, Anton Hagedorn identifie l'année suivante le nom de son auteur dans les archives, ce qui permet à Alfred Lichtwark de lui consacrer sa première monographie. En 1925 se tient à la Kunsthalle la première exposition de son œuvre, et en 1969 la rétrospective intitulée « Meister Francke und die Kunst um 1400 » (« Maître Francke et l'art autour de 1400 »), où il est présenté comme « sans doute le plus grand peintre qui ait jamais travaillé à Hambourg ».

## Tableau des œuvres attribuées et actuellement conservées
| Illustration | Titre | Musée                       | Ville et pays       | Dimensions (cm) | Année      |
| ------------ | --- | --------------------------- | ------------------- | --------------- | ---------- |
|              | panneau du Retable de sainte Barbe (1) La Tour aux trois fenêtres                                          | Musée national de Finlande  | Helsinki, Finlande  | 91 × 54         | avant 1424 |
|              | panneau du Retable de sainte Barbe (2) Le Miracle du mur                                                   | Musée national de Finlande  | Helsinki, Finlande  | 91 × 54         | avant 1424 |
|              | panneau du Retable de sainte Barbe (3) La Poursuite de sainte Barbe                                        | Musée national de Finlande  | Helsinki, Finlande  | 91 × 54         | avant 1424 |
|              | panneau du Retable de sainte Barbe (4) L'Emprisonnement de sainte Barbe                                    | Musée national de Finlande  | Helsinki, Finlande  | 91 × 54         | avant 1424 |
|              | panneau du Retable de sainte Barbe (5) L'Interrogatoire de sainte Barbe                                    | Musée national de Finlande  | Helsinki, Finlande  | 91 × 54         | avant 1424 |
|              | panneau du Retable de sainte Barbe (6) La Flagellation de sainte Barbe                                     | Musée national de Finlande  | Helsinki, Finlande  | 91 × 54         | avant 1424 |
|              | panneau du Retable de sainte Barbe (7) Le Martyre de sainte Barbe                                          | Musée national de Finlande  | Helsinki, Finlande  | 91 × 54         | avant 1424 |
|              | panneau du Retable de sainte Barbe (8) La Décapitation de Sainte Barbe                                     | Musée national de Finlande  | Helsinki, Finlande  | 91 × 54         | avant 1424 |
|              | L'Homme de douleurs                                                                                        | Museum der bildenden Künste | Leipzig, Allemagne  | 42,5 × 31,3     | vers 1420  |
|              | Retable de saint Thomas Becket fragment du panneau central Crucifixion                                     | Kunsthalle                  | Hambourg, Allemagne | 84 × 85         | vers 1424  |
|              | Retable de saint Thomas Becket volet intérieur (1), gauche, haut Le Portement de Croix                     | Kunsthalle                  | Hambourg, Allemagne | 99 × 89         | vers 1424  |
|              | Retable de saint Thomas Becket volet intérieur (2), gauche, bas La Flagellation du Christ                  | Kunsthalle                  | Hambourg, Allemagne | 99 × 89         | vers 1424  |
|              | Retable de saint Thomas Becket volet intérieur (3), droite, haut La Résurrection                           | Kunsthalle                  | Hambourg, Allemagne | 99 × 89         | vers 1424  |
|              | Retable de saint Thomas Becket volet intérieur (4), droite, bas La Mise au tombeau                         | Kunsthalle                  | Hambourg, Allemagne | 99 × 89         | vers 1424  |
|              | retable de saint Thomas Becket volet extérieur (1), gauche, haut La Nativité                               | Kunsthalle                  | Hambourg, Allemagne | 99 × 89         | vers 1424  |
|              | Retable de saint Thomas Becket volet extérieur (2), gauche, bas La Raillerie de saint Thomas de Cantorbéry | Kunsthalle                  | Hambourg, Allemagne | 99 × 89         | vers 1424  |
|              | Retable de saint Thomas Becket volet extérieur (3), droite, haut Adoration des mages                       | Kunsthalle                  | Hambourg, Allemagne | 99 × 89         | vers 1424  |
|              | Retable de saint Thomas Becket volet extérieur(4), droite, bas Le Martyre de saint Thomas                  | Kunsthalle                  | Hambourg, Allemagne | 99 × 89         | vers 1424  |
|              | L'Homme de douleurs                                                                                        | Kunsthalle                  | Hambourg, Allemagne | 92 × 67         | vers 1435  |

## Postérité
Il existe un dessin de Pablo Picasso intitulé Le Portement de croix d'après le retable de Saint-Thomas de Maître Francke, conservé au Musée Picasso de Paris, citation directe d'un panneau du retable du maître.

### Sources

#### Traductions
- (de) Cet article est partiellement ou en totalité issu de l’article de Wikipédia en allemand intitulé « Meister Francke » (voir la liste des auteurs).